# Disney Mangá
Disney Manga ou Disney Mangá é uma revista ítalo-brasileira publicada pela Disney, começou a ser publicada mensalmente em fevereiro de 2008 a abril de 2009, e mais tarde bimestralmente em outubro de 2009 até junho de 2010. A revista foi fundada com o objetivo de publicar versões mangá de personagens da Disney.
O formato de leitura é o mesmo que o mangá japonês, da direita para a esquerda, exceto nos primeiros 4 volumes, como aconteceu em Kingdom Hearts, que são lidos da esquerda para a direita. No entanto, não houve tradutores italianos para alterar o formato, e o mangá também foi lançado no Japão.
Os volumes foram impressos em preto e branco, com uma cobertura branca e vermelha, e acompanhado por um revestimento na cor. Cada edição contém várias publicações, como fichas de personagens e folhas no mangá.
A última publicação da Disney Mangá na Itália foi o volume n° 20 de Kingdom Hearts II em junho de 2010. Em novembro de 2014, durante o festival Lucca Comics & Games, foi anunciado que lançariam uma nova coluna no mesmo mês, sob o título de Disney Planet, com a reedição de Kingdom Hearts.
No Brasil, Disney Mangá chegou ao país em português em 2010, publicado inicialmente pela On Line Editora, e posteriormente pela Abril Jovem da Editora Abril em 2010, onde continua até hoje.

## Publicações
| N°. | Título                                     | Data de lançamento Itália |
| --- | ------------------------------------------ | ------------------------- |
| 0   | Kingdom Hearts (Especial)                  | 1 de janeiro de 2008      |
| 1   | Kingdom Hearts - 1 de 4                    | 10 de fevereiro de 2008   |
| 2   | Kingdom Hearts - 2 de 4                    | 10 de março de 2008       |
| 3   | Kingdom Hearts - 3 de 4                    | 10 de abril de 2008       |
| 4   | Kingdom Hearts - 4 de 4                    | 10 de maio de 2008        |
| 5   | W.I.T.C.H. - 1 de 2                        | 10 de junho de 2008       |
| 6   | W.I.T.C.H. - 2 de 2                        | 10 de julho de 2008       |
| 7   | Monstros S.A. + Lilo & Stitch              | 10 de agosto de 2008      |
| 8   | Procurando Nemo                            | 10 de setembro de 2008    |
| 9   | Kingdom Hearts: Chain of Memories - 1 de 2 | 10 de outubro de 2008     |
| 10  | Kingdom Hearts: Chain of Memories - 2 de 2 | 10 de novembro de 2008    |
| 11  | O Estranho Mundo de Jack                   | 10 de dezembro de 2008    |
| 12  | Piratas do Caribe - 1 de 4                 | 10 de janeiro de 2009     |
| 13  | Piratas do Caribe - 2 de 4                 | 10 de fevereiro de 2009   |
| 14  | Piratas do Caribe - 3 de 4                 | 10 de março de 2009       |
| 15  | Piratas do Caribe - 4 de 4                 | 10 de abril de 2009       |
| 16  | Kingdom Hearts II - 1 de 5                 | 10 de outubro de 2009     |
| 17  | Kingdom Hearts II - 2 de 5                 | 10 de dezembro de 2009    |
| 18  | Kingdom Hearts II - 3 de 5                 | 10 de fevereiro de 2010   |
| 19  | Kingdom Hearts II - 4 de 5                 | 10 de abril de 2010       |
| 20  | Kingdom Hearts II - 5 de 5                 | 10 de junho de 2010       |